# 812 (číslo)
Osm set dvanáct je přirozené číslo. Následuje po čísle osm set jedenáct a předchází číslu osm set třináct. Římskými číslicemi se zapisuje DCCCXII a řeckými číslicemi ωιβ.

## Matematika
812 je:
- Abundantní číslo
- Složené číslo
- Nešťastné číslo

## Astronomie
- (812) Adele je planetka planetka hlavního pásu, kterou objevil v roce 1915 Sergej Ivanovič Beljavskij

## Roky
- 812
- 812 př. n. l.